# 大航海時代シリーズ
大航海時代シリーズ（だいこうかいじだいシリーズ、英: Uncharted Waters）は、コーエー（第3作までは「光栄」）より1990年に発売された『大航海時代』を第1作とする航海シミュレーションゲームのシリーズ。コーエーは、ロールプレイングゲームとシミュレーションゲームの中間に位置する作品として、リコエイションゲームという造語でこのシリーズを位置付けている。

## 概要
シリーズにより時期が異なるが、基本的に歴史上の大航海時代を舞台としている。ゲームは、探索、交易、海戦を3本柱として、プレイヤーキャラクターの名声を高めていくことにより、ゲーム進行とともに多数用意されているイベントを発生させていき、各主人公に設定された最終目的を達成することを目指していく。時代設定として大航海時代を選んだことは画期的で、冒険や交易をしていく楽しみは本シリーズならではのものであった。またシリーズの各作品毎に重視されている要素が違うため、ストーリーの重要度や行動の自由度もそれぞれの作品で異なっている。
コーエーの他のシリーズとタイトルの付け方で比較すると、「三國志シリーズ」「太閤立志伝シリーズ」は作品名の後にローマ数字を付けることでシリーズナンバーを示し、「信長の野望シリーズ」「蒼き狼と白き牝鹿シリーズ」ではサブタイトルでシリーズを表しているが、本シリーズではその両方を付けてシリーズを表している。『II』についても「NEW HORIZONS」というサブタイトルが付いている。

## 設定

### 時系列
本シリーズの時系列は『III』→初代→『II』および『外伝』→『IV』となっている。『III』は15世紀末で、新大陸やインド航路も発見されていない。初代と『II』『外伝』は16世紀初頭で、新大陸とインド航路が発見済みだがポルトガルが徐々にイスパニアに押されていく時代、『IV』は16世紀末から17世紀初頭を舞台とし、オセアニア以外のほとんどの地域にヨーロッパ人が進出し始め、イベリアの2国をオランダ・イギリスが追い越しつつある状況が反映されている。

### 登場人物
初代から『III』まででは登場人物などにも時間の流れが反映されている。初代の主人公であるレオン・フェレロとその父ファブリス・フェレロ、フェレロ家に仕える航海士ロッコは作品ごとに立場が異なっている。例えば、レオンは『III』では未成年のため未登場であるが、初代では主人公として活躍し、『II』ではポルトガルの公爵・宰相となり、主人公の一人であるジョアン・フェレロの父親になっている。
『IV』では他の作品とは時間が離れているため、先の作品に登場した人物はそのまま登場しないが、アイテムやイベントなどで名前だけが登場し、『II』の主人公の孫の一人が登場する。また、他勢力には『II』に登場した人物の一部が登場するが、『II』との関連は一切ない。
NPCや仲間になる人物としては、『III』では実在の人物がほぼそのまま登場するのに対し、それ以外ではピリー・レイスやハイレディン・レイスのように実在の人物をモデルにした人物が登場する。
レオン・フェレロ（『I』『II』『外伝』『III』に登場。『IV』は名前だけ）
『I』の主人公。『II』ではポルトガル王女クリスと結婚し、ポルトガルの宰相・公爵となる。主人公の一人、ジョアンの父。『III』ではファブリス・フェレロの息子として、後年登場する。
ファブリス・フェレロ（『III』にスポンサーとして登場。『I』『II』はイベントのみ）
レオンの父。フェレロ家の再興を目指し、航海に出るが行方不明になる。
ロッコ・アレムケル（『I』『II』『外伝』『III』『V』に登場。『IV』は肖像画と彼の名を関したアイテムがある）
フェレロ家に仕えるベテラン航海士。三代に渡って航海に従事する。航海士としても戦士としても一流。『I』では「老航海士」としか表示されずメッセージを言うだけだが、『II』『III』では主人公の副官としてその腕前を発揮する。
アルジェ海賊（『II』『外伝』『IV』に一族が登場する）
『II』では最強の海賊としてハイレディン・レイスとアイディン・レイスが登場する。『外伝』ではハイレディン・レイスの息子サルヴァドル・レイスが主人公の一人。『Ⅳ』ではバルバロッサ・ファーズル・ハイレディンがアルジェ海賊を率いる（『IV』の説明では前述の人々との血縁関係はない様子）。
『II』の主人公と登場人物（『II』『外伝』『III』に登場。『IV』については後述）。
詳細は大航海時代II#登場人物を参照。『III』にも時間がたつと登場する。主人公の一人エルネスト・ロペスの孫が『IV（PS版以降）』に登場する。他は主人公たちにちなむアイテムが『IV』に登場する。また、『II』で仲間になる航海士と同名のキャラが『IV』に登場するが、関連はない。

### 船舶
本シリーズでは主人公は船団・艦隊を率いることになるが、購入できる船舶には時代背景などのために差がある。
初代と『III』では大航海時代の初期という状況もあって、当時ヨーロッパで使われていた帆船（ただし、大航海時代にはすでに旧式化していたものや戦列艦をモデルとした重ガレオン船のように当時としては規格外の隠し船舶もある）しか購入できないのに対して、『II』『外伝』『IV』ではインド洋で活躍したダウ船や中国のジャンクのように世界各地の帆船と和船・ガレー船を購入できる（ただし、『IV』の場合Windows版無印では和船とガレー船は入手できない）。特に後者では状況次第でフリゲートやシップなどのように近現代の帆船さえ登場する。このため、『III』『初代』の2作と『II』『外伝』『IV』の3作では後者のほうが購入できる船舶が多い。
また、本シリーズでは一貫してナオとキャラックは別の船舶として扱われている。大体においてナオは中型船として、キャラックは大型船として登場している。

## 作品一覧
| 1990 | 大航海時代                  |
| 1991 |                             |
| 1992 |                             |
| 1993 | 大航海時代II                |
| 1994 |                             |
| 1995 |                             |
| 1996 | 大航海時代III Costa del Sol |
| 1997 |                             |
| 1998 |                             |
| 1999 | 大航海時代IV PORTO ESTADO   |
| 2000 |                             |
| 2001 |                             |
| 2002 |                             |
| 2003 |                             |
| 2004 |                             |
| 2005 |                             |
| 2006 |                             |
| 2007 |                             |
| 2008 |                             |
| 2009 |                             |
| 2010 |                             |
| 2011 |                             |
| 2012 |                             |
| 2013 |                             |
| 2014 | 大航海時代V                 |
| 2015 |                             |
| 2016 |                             |
| 2017 |                             |
| 2018 |                             |
| 2019 | 大航海時代VI                |

### オフラインゲーム
大航海時代
後の作品の基本となった初代作。1990年発売。
「my GAMECITY プレミアム」会員向けにmy GAMECITYにて、PC用ブラウザゲームとして提供中。
大航海時代II
主人公の複数化、専門特化。1993年発売。
大航海時代外伝
『II』のシステムを流用し、主人公を変更。1997年発売。
大航海時代III Costa del Sol
スキルによる自由度の高いシステム。その分難易度は高い。1996年発売。
大航海時代IV PORTO ESTADO
シナリオ・イベントが重視されている。1999年発売。

### オンラインゲーム
大航海時代Online
MMORPG。2005年発売。
100万人の大航海時代
ソーシャルゲーム。発売元はDeNA。2012年からサービス開始し、2013年7月4日に終了した。
大航海時代V
ブラウザゲーム。2014年3月26日からサービス開始し、同年7月1日にはスマートフォン用ゲームとしても配信された。2021年3月31日サービス終了。
大航海時代VI
スマートフォン用ゲーム。2019年9月26日からサービス開始。2021年3月31日サービス終了。
大航海時代 Origin
『大航海時代II』及び『外伝』を元にしたスマートフォン用オープンワールドMMORPG。配信元は韓国のLINE Games。2023年3月7日サービス開始。